# Соросовский образовательный журнал
«Соросовский образовательный журнал» (СОЖ; англ. Soros Educational Journal) — ежемесячный журнал, издававшийся в 1995—2001 годах Международной соросовской программой образования в области точных наук (англ. International Soros Science Education Program — ISSEP) тиражом 40 000 экз. (в последние два года — 13 000 экз.). Публикации журнала представляли собой актуальные научные обзоры разных областей естествознания — биологии, химии, наук о Земле, физики и математики — на доступном для понимания старшеклассникам уровне.
Журнал бесплатно рассылался во все школы России (более 30 000 экз.), муниципальные и вузовские библиотеки (3500 экз.). С 1999 по 2007 годы тексты всех статей журнала свободно распространялись на сайте ISSEP в Интернете. В настоящее время архивы публикаций СОЖ можно найти на других электронных ресурсах в Интернете.
Все расходы на издание и распространение СОЖ оплачивались из средств основателя ISSEP Джорджа Сороса. По завершении благотворительной деятельности Сороса в России в 2001 году журнал лишился финансирования и прекратил своё существование.
В 2004 году при поддержке Департамента образования города Москвы издание журнала было возобновлено под названием «Сетевой образовательный журнал», перенимая сокращение СОЖ и нумерацию номеров от предшественника, однако свет увидели всего лишь два номера этого журнала (СОЖ том 8, номера 1 и 2).

## История
В 1994—1995 годах ISSEP провела конкурсы среди преподавателей российских вузов на звание соросовского профессора и соросовского доцента. Лауреаты этих конкурсов — профессора и доценты, имеющие наиболее высокие в стране показатели уровня преподавания, в рамках программы соросовских конференций стали читать лекции о последних достижениях естествознания для учителей во всех регионах России. Для обеспечения как можно большей аудитории преподавателей и учащихся материалами этих лекций, их решено было издать в рамках нового журнала СОЖ, основанного ISSEP в 1995 году по инициативе её председателя правления и генерального директора, профессора В. Н. Сойфера, ставшего главным редактором журнала.
Написание статей для СОЖ стало обязательным для соросовских профессоров, а впоследствии — и для соросовских доцентов. Начиная с 2000 года, для расширения научной тематики журнал стал заказывать отдельные статьи известным российским учёным, не участвовавшим в конкурсах ISSEP. Таким образом, журнал публиковал статьи только лучших российских авторов.

### Тематика журнала
Соросовский образовательный журнал ставил своей целью ознакомление всех учителей, школьников и студентов России с последними успехами в области естественных наук — биологии, химии, наук о Земле, физики и математики. Главным условием публикации в журнале для авторов статей было наличие описания современной ситуации в той области знания, где они работают, не ограничиваясь лишь собственными результатами, причем на понятном старшеклассникам и студентам уровне, объясняя специфичную для данной науки терминологию. Таким образом, статьи СОЖ являлись актуальными научными обзорами по самым разным областям естествознания, доступными для понимания старшеклассникам.

### Редакционная политика
Статьи, представленные для печати в СОЖ, проходили строгий отбор. На первом этапе проводилось рецензирование, и материалы, получившие неудовлетворительную оценку, возвращались авторам на доработку. Особенностью СОЖ стало открытое рецензирование: фамилия рецензента сообщалась автору и публиковалась в журнале. Благодаря этому процесс доработки статей становился более эффективным, автор мог напрямую обсудить с рецензентом все отмеченные недостатки. На следующем этапе получившие положительные отклики статьи обсуждались на заседаниях экспертных советов журнала, сформированных из ведущих специалистов в каждой из пяти представленных в СОЖ дисциплин. Наконец, одобренные советами статьи поступали к главному редактору. В итоге в СОЖ были опубликованы лишь самые хорошие статьи — примерно 25 % от общего числа представленных для печати.

## Энциклопедия «Современное естествознание»
В 2000—2001 годах на основе статей в выпусках СОЖ была опубликована энциклопедия «Современное естествознание» в десяти томах. Средства на публикацию энциклопедии в размере 450 тысяч долларов США были выделены правительством Российской Федерации.